# Silent Hill (trò chơi điện tử)
Silent Hill (サイレントヒル Sairento Hiru, tạm dịch: Đồi Câm Lặng) là một trò chơi điện tử thuộc thể loại kinh dị sinh tồn trên hệ máy PlayStation được phát hành bởi Konami và phát triển bởi Team Silent, một nhóm trực thuộc của Konami Computer Entertainment Tokyo (KCET). Đây là phiên bản đầu tiên của series Silent Hill. Game được ra mắt tại khu vực Bắc Mỹ vào tháng 1 năm 1999, và được phát hành tại Nhật Bản và Châu Âu trong cùng năm. Silent Hill sử dụng góc nhìn thứ ba, với công nghệ hiển thị đồ họa thời gian thực của đồ họa ba chiều. Để tương thích với phần cứng của các hệ console lúc đó, nhà phát triển đã sử dụng các hiệu ứng sương mù và bóng tối để giảm thiểu sự nặng nề của các hiệu ứng đồ họa, mà vốn dĩ ở thời điểm đó công nghệ phần cứng rất thấp kém. Không giống như các trò chơi kinh dị sinh tồn đã được phát hành trước đó, chỉ tập trung vào nhân vật với những cơ chế chiến đấu, nhân vật trong Silent Hill cũng chỉ giống như "những người đàn ông khác".
Trò chơi theo chân nhân vật chính Harry Mason khi anh đang tìm kiếm người con gái nuôi bị mất tích của mình tại thành phố giả tưởng Silent Hill ở Mỹ; sau khi anh bị cuốn vào một nghi lễ thờ cúng nhằm triệu hồi một vị thần mà cư dân nơi đây tôn thờ, anh đã khám phá được nguồn gốc thực sự của con gái mình. Game có năm kết thúc khác nhau, mỗi kết thúc tùy thuộc vào hành động của người chơi, trong đó bao gồm một kết thúc đùa.
Silent Hill đã nhận được những nhận xét tích cực từ các nhà phê bình khi được phát hành, đồng thời cũng đạt thành công về mặt thương mại. Trò chơi được coi như là một chuẩn mực trong thể loại kinh dị sinh tồn, vượt xa chất lượng của những bộ phim kinh dị hạng B, mà nội dung của chúng đều hướng đến yếu tố tâm lý - kinh dị với bầu không khí ngột ngạt. Nhiều nội dung chuyển thể của Silent Hill đã được phát hành, bao gồm tập visual novel ra mắt năm 2001, bộ phim ra mắt năm 2006 mang tên Silent Hill, và một bản làm lại của trò chơi, mang tên Silent Hill: Shattered Memories. Phiên bản tiếp theo của game, Silent Hill 2, phát hành năm 2001.

## Lối chơi

Đèn pin của Harry là nguồn ánh sáng duy nhất trong phần lớn thời gian của trò chơi.

Bản đồ Old Silent Hill

Nhiệm vụ của người chơi là điều khiển nhân vật chính Harry Mason vượt qua khu thị trấn đầy quái vật để tìm người con gái mất tích, Cheryl. Silent Hill kết hợp những yếu tố bao gồm chiến đấu, khám phá và giải đố. Trò chơi sử dụng góc nhìn thứ ba, tuy nhiên camera sẽ chuyển sang những góc nhìn khác nhau khi tới những đoạn cắt cảnh hay những nơi đã cố định sẵn trong kịch bản. Đây là một sự thay đổi khác với những game kinh dị sinh tồn trước đây, khi cho phép chuyển góc nhìn sang nhiều góc độ khác nhau. Bởi vì Silent Hill không cho phép hiển thị những thông số của nhân vật, nên người chơi phải kiểm tra tình trạng của nhân vật Harry thông qua một menu riêng. Nếu như tay cầm DualShock của người chơi phát ra tiếng nhịp tim, có thể nhận ra được nhân vật đang còn ít máu.
Harry đối mặt với nhiều loại quái vật ở mỗi khu vực, sử dụng nhiều loại vũ khí cận chiến và vũ khí hỏa lực cầm tay. Vì là một người chưa có kinh nghiệm, Harry không thể chống lại bất cứ đòn tấn công nào từ quái vật, ngoài ra Harry còn phải dừng lại để thở sau khi chạy một quãng ngắn. Do sự thiếu kinh nghiệm trong việc sử dụng vũ khí, nên độ chính xác khi ngắm bắn của anh ta thường không ổn định. Chiếc radio nhặt được ở đầu game giúp cho Harry phát hiện được những mối nguy hiểm đang tới gần.
Nhân vật người chơi điều khiển có thể xác định và thu thập các bản đồ ở từng khu vực, những bản đồ mang phong cách khá giống với bản đồ du lịch. Người chơi chỉ có thể xem được bản đồ ở những nơi có ánh sáng, và mỗi bản đồ đều có những vị trí nổi bật sẽ được đánh dấu. Tầm nhìn của người chơi rất hạn chế, do bao quanh toàn sương mù và bóng tối; đặc biệt là khi đang ở "Otherworld". Người chơi sẽ thu thập được một chiếc đèn pin cầm tay trong phần mở đầu của trò chơi, nhưng ánh sáng chiếu tới của đèn pin vẫn rất hạn chế, chỉ một vài feet. Để vượt qua một số vị trí, Silent Hill yêu cầu người chơi phải đi tìm chìa khóa hay giải các câu đố.

## Cốt truyện
Harry Mason đang trên đường đi qua thị trấn Silent Hill cùng con gái nuôi của mình là Cheryl. Khi đang đi trên đường lúc trời đêm thì Harry bắt gặp Cybil Bennett cũng đang trên trên đường đến Silent Hill, sau khi cô hỏi Harry một số chuyện thì tăng tốc chạy đi, nhưng khi Harry chạy ngang qua thì phát hiện chiếc xe máy của cô bị ngã và Cybil đã biến mất, do mãi nhìn lại không chú ý phía trước Harry phải hoảng loạn đột ngột đánh lái xe nhằm tánh đâm phải một người phụ nữ trên đường, và kết quả là xe của anh mất đà lao xuống núi rồi gặp tai nạn. Tỉnh dậy trong thị trấn, nhận ra rằng con gái mình đã mất tích, nên anh bắt đầu đi tìm, khi đang vòng quanh tìm con thì anh phát hiện bóng dáng của con gái ở bên kia đường, tuy nhiên khi Harry gọi Cheryl liền bỏ chạy, Harry đuổi theo con gái vào một con hẻm, đột nhiên trời tối đen như mực kèm theo tiếng còi báo động vang trời, Harry đi tới cuối con hẻm thì phát hiện rất nhiều xác chết và một đám quái vật lao tới, anh bỏ chạy về đường cũ và con đường đột nhiên bị chặn kết cục Harry bị đám quái vật đâm gục. Khi tỉnh dậy trong quán Cafe  anh gặp lại viên cảnh sát Cybil Bennett, làm việc tại thị trấn gần đó là Brahms. Khi cứ ngỡ đó là giấc mơ thì một con quái vật lao vào quán Cafe khiến Harry kinh hoàng, theo đường cũ Harry tìm về con hẻm nơi mình đuổi theo Cheryl, Harry nhận được một mảnh giấy ghi "To school". Sau đó Harry đã phải tìm được đến trường tiểu học Midwich nhưng bất ngờ nhận ra một thế lực nào đó đã biến những con đường trong thị trấn thành những vực thẳm sâu vô tận, khi tìm được chìa khóa vào được một nhà dân thì Harry đã đi vòng ra sân sau, bất chợt trời chuyển đêm một cách nhanh chóng, liều mình chạy đến ngôi trường Harry đã phải đối mặt với bóng đêm bủa vây và đám quái vật hung hãn. Đến được ngôi trường Harry đã dựa vào gợi ý giải những câu đố đồng thời đối đầu với những con quái vật hung hãn. Khi hoàn tất giải đố Harry bước vào tháp đồng hồ của trường, sau khi Harry bước vào tháp đồng hồ thì tiếng còi báo động lại vang lên giữa đêm khuya và sau khi ra khỏi tháp Harry nhận ra rằng thế giới này lại biến đổi, ngôi trường đã chuyển sang một hình dạng kinh hoàng như địa ngục với nền sàn bằng những khung lưới thép, máu đỏ và những xác chết kì lạ được treo khắp nơi cùng với những bức tường chắn ngang hành lang biến ngôi trường như một mê cung. Sau muôn vàn khó khắn thì anh chạm mặt con trùm đầu tiên Split Head, sau khi đánh bại con trùm thì Harry bị dịch chuyển lại phòng nồi hơi dưới tầng hầm của trường, bắt gặp một bóng ma cô gái trẻ biến mất kèm theo chìa khóa nhà của G.Gordon một giáo viên của trường. Khi rời khỏi ngôi trường Harry nghe được tiếng chuông nhà thờ rung lên, Harry liền chạy tới nhà thời Balkan qua lối nối giữa nhà của vị giáo viên, tại đây anh gặp anh lại gặp thêm một  người khác kỳ lạ là Dahlia Gillespie, bà ta đưa Harry một tấm bùa mang tên Flauros;và gợi ý Harry đến bệnh viện Silent Hill's Alchemilla, tại đây anh gặp bác sĩ Michael Kaufmann, giám đốc bệnh viện thị trấn Silent Hill's Alchemilla sau khi khởi động nguồn điện và vào thang máy Harry phát hiện bệnh viện này vốn chỉ có 3 tầng đột nhiên lại có tầng 4 sau khi thử bấm lên tầng 4 bệnh viện đột nhiên biến đổi sang thế giới khác sau đó Harry bắt gặp nữ y tá Lisa Garland đang trốn dưới bàn làm việc tại phòng khám bệnh, khi đang nói chuyện với Lisa thì tiếng còi báo động vang lên cùng với đó cơn nhức đầu kéo đến kéo Harry về thế giới sương mù ban đầu.  Harry cũng đồng thời phát hiện ra nhiều ký tự lạ khắp thị trấn, mà theo lời Dahlia đã nói rằng bóng tối sẽ tràn ngập khắp thị trấn nếu chúng tiếp tục xuất hiện. Dahlia xuất hiện và gợi ý Harry đến tiệm đồ cổ, sau khi đến đó Harry phát hiện Cybil theo sau mình, cô nói về việc mọi con đường đều không đi được, không có sóng điện thoại và gần như không có lối thoát cùng với việc đó cô báo cho Harry một thông tin quan trọng con gái anh dường như đã chạy ra bờ hồ. Harry sau khi ngẫm nghĩ thì đẩy cái tủ lộ ra một lỗ thủng vào một phòng thờ, sau khi kiểm tra Harry đang chuẩn bị bước ra thì đột nhiên trên bàn thờ cái mân để đồ cúng đột nhiên cháy lên kéo Harry vào thế giới khác một lần nữa, Harry lúc này mơ màng đang nói chuyện với Lisa thì tỉnh giấc anh liền chạy về bệnh viện gặp Lisa và được cô gợi ý có thể đến    Cuối cùng, bóng đêm cũng đã bắt đầu dần chiếm lấy thị trấn. Theo lời Dahlia nói, người phụ nữ bí ẩn anh gặp trên đường trước khi tai nạn là một con quỷ dữ, chính con quỷ đó đã tự nhân đôi lên những kí tự lạ khắp thành phố. Dahlia thúc giục anh phải ngăn chặn lại con quỷ dữ đó, bời vì nếu anh không thực hiện thì con gái anh, Cheryl sẽ phải chết. Harry sau đó bị tấn công bởi Cybil, lúc này cô đã bị nhiễm một loại kí sinh trùng; lúc này người chơi sẽ phải lựa chọn: cứu cô ta hay là không.
Khi cô gái trở lại, lúc này cô đã bị mắc bẫy bởi Flauros. Dahlia thừa nhận rằng chính cô đã là người thao túng Harry vào cái bẫy đó, vì chỉ có anh mới có thể tiếp cận nó. Đây là một sự ảo tưởng của Alessa, người sở hữu sức mạnh siêu nhiên rất lớn. Harry tỉnh dậy trong một nơi vô định và nhận ra đó chỉ là "hư không" và anh gặp Lisa một lần nữa. và cô bắt đầu biến đổi; anh chạy trốn trong sự kinh hoàng. Nhật kí của cô tiết lộ rằng chính cô là người đã chăm sóc Alessa trong một thời gian bí mật ở bệnh viện. Harry sau đó phát hiện Dahlia cùng với hiện thân của Cheryl và Alessa, lúc này chỉ còn là xác chết. Vào bảy năm trước, chính Dahlia đã tiến hành một nghi lễ giao hợp Alessa với vị thần của giáo phái qua việc hiến tế. Alessa đã sống sót vì sự hỗ trợ của thần linh khiến cô trở nên bất tử. Sự chống đối của Alessa với nghi thức đã khiến linh hồn cô bị chia cắt, ngăn chặn sự sinh sản. Một nửa linh hồn của cô bé đã nhập vào thân xác của đứa bé Cheryl, người mà Harry và vợ ông đã nhận nuôi. Dahlia sau đó niệm thần chú khiến linh hồn của cô bé trở về trong thân xác Alessa. Cảm nhận được sự xuất hiện của Cheryl, Alessa đã cho xuất hiện nhiều ký tự khắp thành phố để ngăn chặn sự tái sinh. Do kế hoạch của Alessa đã bị chặn lại và linh hồn của cô trở về, vị thần được phục sinh và nhập vào thân xác của cô ấy.
Bốn kết thúc khác nhau sẽ xuất hiện tùy thuộc vào những hành động của người chơi, như lựa chọn cứu Cybil hay không, hoặc phát hiện một lọ Aglaophotis tại căn hộ của Kaufmann, hay cả hai. Aglaophotis là một loại chất lỏng màu đỏ thu thập được từ một nhà máy cùng tên; nó có thể chống lại lực lượng ma quỷ và bảo vệ cho những người sử dụng nó. Kết thúc "Bad-" cho thấy cảnh Alessa tiêu diệt Dahlia và sau đó tấn công Harry, người sau đó đã đánh bại ả. Giọng nói của Cheryl vang lên, đó là lời cảm ơn tới Harry vì đã giải thoát cho cô và Alessa. Harry suy sụp, và đoạn cắt cảnh tiếp theo là hình ảnh thi thể của anh ta trong chiếc xe bị tai nạn - gợi ý rằng tất cả những gì đã xảy ra chỉ là sự tưởng tượng trong suy nghĩ đã chết của Harry. Kết thúc "Bad+" cho thấy cảnh Cybil vẫn còn sống sót và Kaufmann lúc này đã mất tích; sau giọng nói của Cheryl và sự biến mất của Alessa, Cybil đã tìm đến Harry và thuyết phục anh ta chạy trốn. Kết thúc "Good" cho thấy cảnh Cybil chết, và Kaufmann xuất hiện với cái chai Aglaophotis mà ông ta dùng để tách vị thần ra khỏi thân xác của Alessa; Kaufmann tiết lộ rằng hắn đã bí mật liên kết với Dahlia  đã để Alessa nằm viện. Cảm thấy bị phản bội, anh ép buộc thần phải ra khỏi thân thể Alessa, đồng thời cũng khiến cô biến mất. Harry sau đó đã đánh bại nó, vị thần biến mất, và Alessa xuất hiện, cô ta đã làm Cheryl tái sinh và trao đứa bé lại cho Harry, và cho phép họ trốn thoát khỏi nơi này, sau đó cô ta chết. Trong phần kết "Good+", Harry đã trốn thoát cùng Cybil và đứa bé. Trong cả hai kết thúc "Good", Lisa, lúc này đã bị biến đổi, đã ngăn Kaufmann trốn thoát và ném hắn ta vào một hố sâu. Phấn kết thúc đùa (joke ending) cho thấy cảnh Harry bị bắt bởi một vật thể bay không xác định

## Phát triển

### Thiết kế

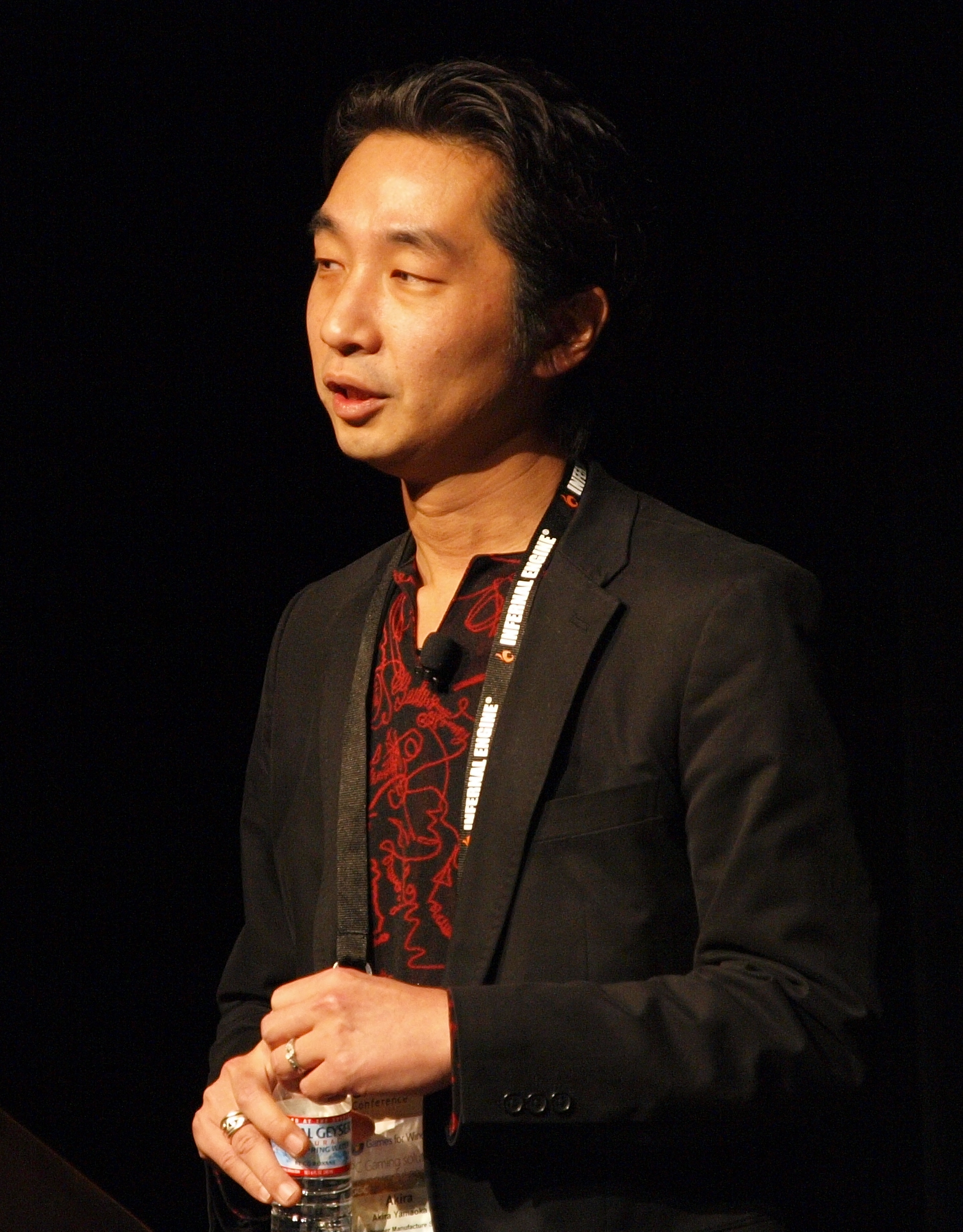
Akira Yamaoka đã đề nghị được soạn nhạc cho Silent Hill sau khi nhạc sĩ gốc quyết định rời đội ngũ phát triển.

Đội ngũ phát triển của Silent Hill bắt đầu công việc từ tháng 9 năm 1996. Trò chơi được phát triển bởi Team Silent, một nhóm trực thuộc studio Konami Computer Entertainment Tokyo. Những chủ sở hữu của công ty mẹ Konami muốn cố gắng tạo ra một trò chơi có thể đạt được thành công tại Hoa Kỳ. Vì lý do này, một bầu không khí giống như bối cảnh của những bộ phim Hollywood đã được đề xuất cho Silent Hill. Những nhân viên được giao nhiệm vụ phát triển trò chơi hầu hết đã đều thất bại trong các dự án trước đây của họ. Họ đã dự định rời khỏi Konami, vì những ý tưởng của họ thường không được chấp thuận, đồng thời họ cũng cảm giác rằng cách làm việc của họ không phù hợp với các đội ngũ khác trong công ty. Theo nhà soạn nhạc Akira Yamaoka, những nhà phát triển cũng không biết làm thế nào để tiến hành dự án Silent Hill. Khi thời gian trôi qua, nhân viên và quản lí của Konami dần mất niềm tin vào trò chơi, và các thành viên của Team Silent ngày càng cảm thấy họ như là những "người ngoài". Mặc dù tiếp cận theo phương pháp định hướng lợi nhuận của công ty mẹ, tuy nhiên, những nhà phát triển của Silent Hill đã có quyền tự do phát triển vì trò chơi vẫn được sản xuất trong thời đại của game đồ họa 2 chiều với ngân sách thấp hơn. Cuối cùng, các nhân viên phát triển đã quyết định bỏ qua những giới hạn về kế hoạch ban đầu do Konami đặt ra, và biến Silent Hill thành một trò chơi mà có thể lấy đi được những cảm xúc của người chơi.
Vì mục đích này, nhóm đã giới thiệu về thứ gọi là "nỗi sợ hãi vô hình" như là một thể loại kinh dị tâm linh. Cốt truyện đã được tạo ra một cách mơ hồ, đôi chỗ mâu thuẫn nhưng đã để lại nhiều ý nghĩa sâu xa bên trong nó. Đạo diễn Keiichiro Toyama viết kịch bản cho trò chơi, trong khi lập trình viên Hiroyuki Owaku viết ra những đoạn hội thoại. Toyama không có nhiều kinh nghiệm về phim kinh dị nhưng ông lại quan tâm đến UFO hay những bộ phim của David Lynch, và điều đó đã ảnh hưởng khá lớn đến sự phát triển của trò chơi.
Công ty bản địa Latina International trước đây từng làm việc trong dự án Final Fantasy VII, đã đảm nhận khâu dịch thuật trò chơi sang tiếng Anh. Thị trấn Silent Hill là sự tưởng tượng về một cộng đồng người Mỹ của đội ngũ phát triển. Nó được sáng tạo dựa trên văn học phương Tây và một số bộ phim ảnh, cũng giống như việc mô tả về các thị trấn của Mỹ trong văn hóa châu Âu và Nga. Kết thúc đùa của trò chơi cũng đã được gợi ý để đưa vào game.
Nghệ sĩ Takayoshi Sato đã chỉnh sửa lại những điểm bất hợp lý trong cốt truyện, đồng thời thiết kế các nhân vật trong trò chơi. Là một nhân viên trẻ, Sato ban đầu chỉ được giới hạn trong việc thiết kế phông chữ và sắp xếp tập tin. Ông đã phát triển engine 3D và thuyết trình, đồng thời dạy các nhân viên khác các nguyên tắc cơ bản về phát triển mô hình 3D.
Sato ước tính rằng ngân sách của trò chơi dao động từ 3 đến 5 triệu USD. Anh ấy cho biết đội ngũ phát triển dự định làm cho Silent Hill phải trở thành một kiệt tác chứ không phải một sản phẩm thu lời truyền thống, và nói rằng họ đã sáng tạo ra một câu chuyện hấp dẫn, có thể trường tồn theo thời gian. Trò chơi lần đầu được ra mắt tại triển lãm Giải trí Điện tử Electronic Entertainment Expo tại Atlanta, Georgia, Hoa Kỳ vào năm 1998, nơi mà các đoạn giới thiệu về phim hay những phân cảnh trong trò chơi nhận được ủng hộ từ công chúng. Điều kiện thuận lợi này đã thuyết phục Konami dành nhiều thời gian hơn để giới thiệu những dự án đến công chúng. Konami sau đó đã tiếp tục giới thiệu Silent Hill tại Triển lãm Máy tính Thương mại Châu Âu European Computer Trade Show tại London, bao gồm cả một phiên bản demo trò chơi hành động lén lút Metal Gear Solid

### Âm thanh & nhạc game
Nhạc nền của Silent Hill được sáng tác bởi Akira Yamaoka, cũng chính là người đã gia nhập đội ngũ phát triển sau khi nhạc sĩ gốc rời đi. Ngoài sáng tác những bản nhạc nền, ông còn phụ trách những công việc như tạo hiệu ứng âm thanh. Phong cách sáng tác của ông chịu nhiều ảnh hưởng bởi nhạc nền bộ phim Twin Peaks do nhạc sĩ Angelo Badalamenti sáng tác.
Vào tháng 3 năm 1999, album Silent Hill Original Soundtracks đã được ra mắt tại Nhật Bản. Track nhạc thứ 41 trong CD, cũng là nhạc nền kết thúc game, "Esperándote", được sáng tác bởi Rika Muranaka.

## Phát hành
Silent Hill được ra mắt lần đầu trên hệ máy PlayStation tại khu vực Bắc Mỹ vào ngày 31 tháng 1 năm 1999; tại khu vực Nhật Bản vào ngày 4 tháng 3 năm 1999; và tại khu vực châu Âu vào ngày 1 tháng 8 năm 1999.  Phiên bản này cũng nằm trong gói Silent Hill Complete Set phát hành năm 2006 Vào 19 tháng 3 năm 2009, Silent Hill đã có thể được tải về trên hệ thống PlayStation Network Châu Âu cho hệ máy PlayStation 3 và PlayStation Portable. Hai ngày sau, nó đã bị gỡ bỏ do "một sự cố không lường trước". Vào ngày 10 tháng 9 năm 2009, game đã được hỗ trợ tải về trên hệ thống PlayStation Network Bắc Mỹ. Vào ngày 26 tháng 10 năm 2011, game được phát hành lại trên hệ thống của hàng PlayStation Network Châu Âu.

## Đánh giá và tiếp nhận
Silent Hill đã nhận được những nhận xét vô cùng tích cực. Game đạt 86/100 tại trang Metacritic. Trò chơi đã bán được hơn hai triệu bản, xếp Silent Hill trở thành một trong những game bán chạy nhất trên hệ máy PlayStation ở Mỹ.
Sự phổ biến của trò chơi đã được công nhận sau khi phiên bản đầu tiên ra mắt. Trang IGN đánh giá Silent Hill đứng thứ 14 trong danh sách những tựa game hay nhất trên hệ PlayStation, trong đó chuyên trang GameSpy xếp Silent Hill thứ 15 trong danh sách những trò chơi xuất sắc nhất trên các hệ máy console.  GameTrailers xếp Silent Hill đứng đầu trong danh sách những tựa game kinh dị hay nhất mọi thời đại. Vào năm 2006, trò chơi được công nhận vượt xa các bộ phim kinh dị tâm linh hạng B thường thấy, hay những bộ phim kinh dị của Nhật Bản, do trò chơi nhấn mạnh vào bầu không khí ngột ngạt, bất ổn hơn là những vấn đề kinh dị máu me. Vào tháng 11 năm 2012, tạp chí Time xếp Silent Hill là một trong 100 trò chơi xuất sắc nhất mọi thời đại.